# 3-Ethylpentan
3-Ethylpentan ist eine chemische Verbindung aus der Gruppe der aliphatischen  gesättigten Kohlenwasserstoffe. Es ist eines der neun Konstitutionsisomere des Heptans.

## Gewinnung und Darstellung
3-Ethylpentan kommt im Erdöl vor. Die Verbindung kann in geringen Anteilen durch die Isomerisierung von n-Heptan erhalten werden.
Schon 1927 wurde eine Laborsynthese beschrieben, bei der die Grignardverbindung aus Ethylbromid mit 3-Pentanon umgesetzt wird. Das resultierenden 3-Ethyl-3-pentanol wird zum 3-Ethyl-2-penten dehydratisiert und anschließend mittels Nickelkatalysor zum 3-Ethylpentan hydriert.

## Eigenschaften

### Physikalische Eigenschaften
3-Ethylpentan ist ein leichtentzündliche und farblose Flüssigkeit.
Die Dampfdruckfunktion ergibt sich nach Antoine entsprechend log10(P) = A−(B/(T+C)) (P in bar, T in K) mit A = 4,00453, B = 1254,119 und C = −53,004 im Temperaturbereich von 294 bis 364 K.
Die wichtigsten thermodynamischen Eigenschaften sind in der folgenden Tabelle aufgelistet:
| Eigenschaft               | Typ                | Wert [Einheit]                                                     |
| ------------------------- | ------------------ | ------------------------------------------------------------------ |
| Standardbildungsenthalpie | ΔfH0gas ΔfH0liquid | −191,4 kJ·mol−1 −226,7 kJ·mol−1                                    |
| Verbrennungsenthalpie     | ΔcH0liquid         | −4814 kJ·mol−1                                                     |
| Wärmekapazität            | cp                 | 219,58 J·mol−1·K−1 (25 °C) als Flüssigkeit                         |
| Schmelzenthalpie          | ΔfH0               | 9,548 kJ·mol−1 beim Schmelzpunkt                                   |
| Schmelzentropie           | ΔfS0               | 61,77 kJ·mol−1 beim Schmelzpunkt                                   |
| Verdampfungsenthalpie     | ΔVH0               | 31,12 kJ·mol−1 beim Normaldrucksiedepunkt 35,32 kJ·mol−1 bei 25 °C |
| Kritische Temperatur      | TC                 | 267,4 °C                                                           |
| Kritischer Druck          | PC                 | 28,9 bar                                                           |
| Kritisches Volumen        | VC                 | 0,416 l·mol−1                                                      |
| Kritische Dichte          | ρC                 | 2,41 mol·l−1                                                       |

### Sicherheitstechnische Kenngrößen
3-Ethylpentan  bildet leicht entzündliche Dampf-Luft-Gemische. Die Verbindung hat einen Flammpunkt von −18 °C.